# 伴隨函子
在範疇論中，函子{\displaystyle F,G}若滿足{\displaystyle \mathrm {Hom} (F(-),-)=\mathrm {Hom} (-,G(-))}，則稱之為一對伴隨函子，其中{\displaystyle G}稱為{\displaystyle F}的右伴隨函子，而{\displaystyle F}是{\displaystyle G}的左伴隨函子。伴隨函子在範疇論中是個極基本而有用的概念。

## 定義
設{\displaystyle F:{\mathcal {C}}_{1}\to {\mathcal {C}}_{2},\;G:{\mathcal {C}}_{2}\to {\mathcal {C}}_{1}}為函子，若存在雙函子的同構
{\displaystyle \mathrm {Hom} _{{\mathcal {C}}_{2}}(F(-),-)\simeq \mathrm {Hom} _{{\mathcal {C}}_{1}}(-,G(-))}
則稱{\displaystyle F,G}為一對伴隨函子，{\displaystyle G}稱為{\displaystyle F}的右伴隨函子，而{\displaystyle F}是{\displaystyle G}的左伴隨函子。
上述同構進一步給出兩個同構
{\displaystyle \mathrm {Hom} _{{\mathcal {C}}_{2}}(F\circ G(-),-)\simeq \mathrm {Hom} _{{\mathcal {C}}_{1}}(G(-),G(-))}
{\displaystyle \mathrm {Hom} _{{\mathcal {C}}_{2}}(F(-),F(-))\simeq \mathrm {Hom} _{{\mathcal {C}}_{1}}(-,G\circ F(-))}
分別在同構的左右兩側置{\displaystyle \mathrm {id} _{F(-)}}與{\displaystyle \mathrm {id} _{G(-)}}，遂得到函子間的態射（即自然變換）：
{\displaystyle \mathrm {id} _{{\mathcal {C}}_{1}}\to G\circ F\quad }（單位）
{\displaystyle F\circ G\to \mathrm {id} _{{\mathcal {C}}_{2}}\quad }（上單位）
定義中的雙函子同構由單位與上單位唯一決定。

## 正合性
设{\displaystyle F,G}是一對伴隨函子，若{\displaystyle F}為右正合则{\displaystyle G}為左正合；此命題可由正合函子與極限的定義直接導出。

## 例子
伴隨函子在數學中處處可見，以下僅舉出幾個例子：
- 自由對象與遺忘函子是一對伴隨函子，舉群範疇為例，此時單位態射不外是集合{\displaystyle X}到它生成的自由群{\displaystyle F(X)}的包含映射。
- 積與對角函子（英语：Diagonal functor）。
- 設{\displaystyle R}為環，{\displaystyle M}為右{\displaystyle R}-模，則{\displaystyle M\otimes _{R}-:_{R}\mathbf {Mod} \to \mathbf {Ab} }與{\displaystyle \mathrm {Hom} _{\mathbb {Z} }(-,M):\mathbf {Ab} \to _{R}\mathbf {Mod} }為一對伴隨函子。當{\displaystyle R}可交換時，上式的{\displaystyle \mathbb {Z} }可代為{\displaystyle R}，{\displaystyle \mathbf {Ab} }可代為{\displaystyle _{R}\mathbf {Mod} }。
- 層的正像與逆像。
- 群表示理論中的弗羅貝尼烏斯互反定理（詳閱誘導表示（英语：Induced representation））。

## 文獻
- Masaki Kashiwara and Pierre Schapira, Categories and Sheaves, Springer. ISBN 3-540-27949-0

## 外部連結
- Pierre Schapira, Categories and Homological Algebra